# Néa Trapezoúnta
Néa Trapezoúnta är en ort i Grekland.   Den ligger i prefekturen Nomós Pierías och regionen Mellersta Makedonien, i den norra delen av landet, 280 km norr om huvudstaden Aten. Néa Trapezoúnta ligger 119 meter över havet och antalet invånare är 504.
Terrängen runt Néa Trapezoúnta är platt åt sydost, men åt nordväst är den kuperad.  Närmaste större samhälle är Kateríni, 7,3 km söder om Néa Trapezoúnta. Trakten runt Néa Trapezoúnta består till största delen av jordbruksmark.